# 24 Ore di Le Mans 1981
La 24 Ore di Le Mans 1981 è stata il 49º Grand Prix d'Endurance e si è disputata il 13 e 14 giugno 1981 sul Circuit de la Sarthe. È stata l'ottava gara valevole per il Campionato Mondiale Marche del 1981. Vi hanno partecipato vetture Sport Prototipo, suddivise tra le classi Gruppo 6 (fino a 2 litri e oltre 2 litri), IMSA GTP, Le Mans GTP (fino a 3 litri e oltre 3 litri) e il neoistituito Gruppo C, e vetture Gran Turismo, suddivise nelle classi Gruppo 5 (fino a 2 litri e oltre 2 litri), IMSA GTX, Gran Turismo/Gruppo 4, IMSA GTO e IMSA GTU.

## Contesto
Cambiamenti significativi nel regolamento tecnico e sportivo di quest'anno: la cilindrata delle vettura di Gruppo 6 non è più limitata a 3000 cm³ ed è consentito sostituire il motore fino a prima dell'inizio della gara. Tali modifiche spingono la Porsche a schierarsi ufficialmente a Le Mans dopo tre sconfitte consecutive e l'assenza parziale della squadra ufficiale nel 1980, allo scopo di testare in gara il nuovo motore destinato alla vettura di Gruppo C che a Stoccarda stanno progettando per il 1982, quando questa categoria e il Gruppo B saranno le uniche autorizzate a competere per il titolo mondiale. Per ottenere la vittoria i tedeschi convincono Jacky Ickx a ritornare in pista dopo il ritiro annunciato l'anno precedente e lo mettono alla guida della Porsche 936/81, spinta dal motore 6 cilindri boxer da 2,65 litri che era stato progettato per il Campionato CART, ma che non era stato impiegato in gara perché un repentino cambio di regolamenti lo aveva reso non abbastanza competitivo, accoppiato a un cambio a 4 rapporti derivato da quello della Porsche 917/30, in luogo di quello a 5 rapporti dimostratosi troppo cedevole. Il copilota di Ickx era Derek Bell, mentre Jochen Mass, Vern Schuppan e Hurley Haywood pilotavano l'altra 936/81.
Un'altra vettura prototipo di Gruppo 6 che sfruttava la liberalizzazione della cilindrata era Porsche 917K/81. I fratelli Kremer, esperti preparatori tedeschi di vetture da corsa, costruirono a partire da una vecchia vettura e i progetti forniti loro dalla stessa Porsche la loro versione della Porsche 917, a cui apportarono modifiche al telaio (rinforzandolo mediante tubi di diametro maggiore), alla veste aerodinamica e vi montarono anch'essi il robusto cambio a soli 4 rapporti della 917/30. I ricordi delle prestazioni e dei risultati ottenuti dieci anni prima dalla vettura da cui derivava erano ancora vivi e veniva data tra le favorite. La vettura venne schierata in gruppo 6 grazie ad un escamotage (già usato da altri in passato): venne ricavata un'apertura sul tetto, come richiesto dal regolamento per poter essere considerata una barchetta.

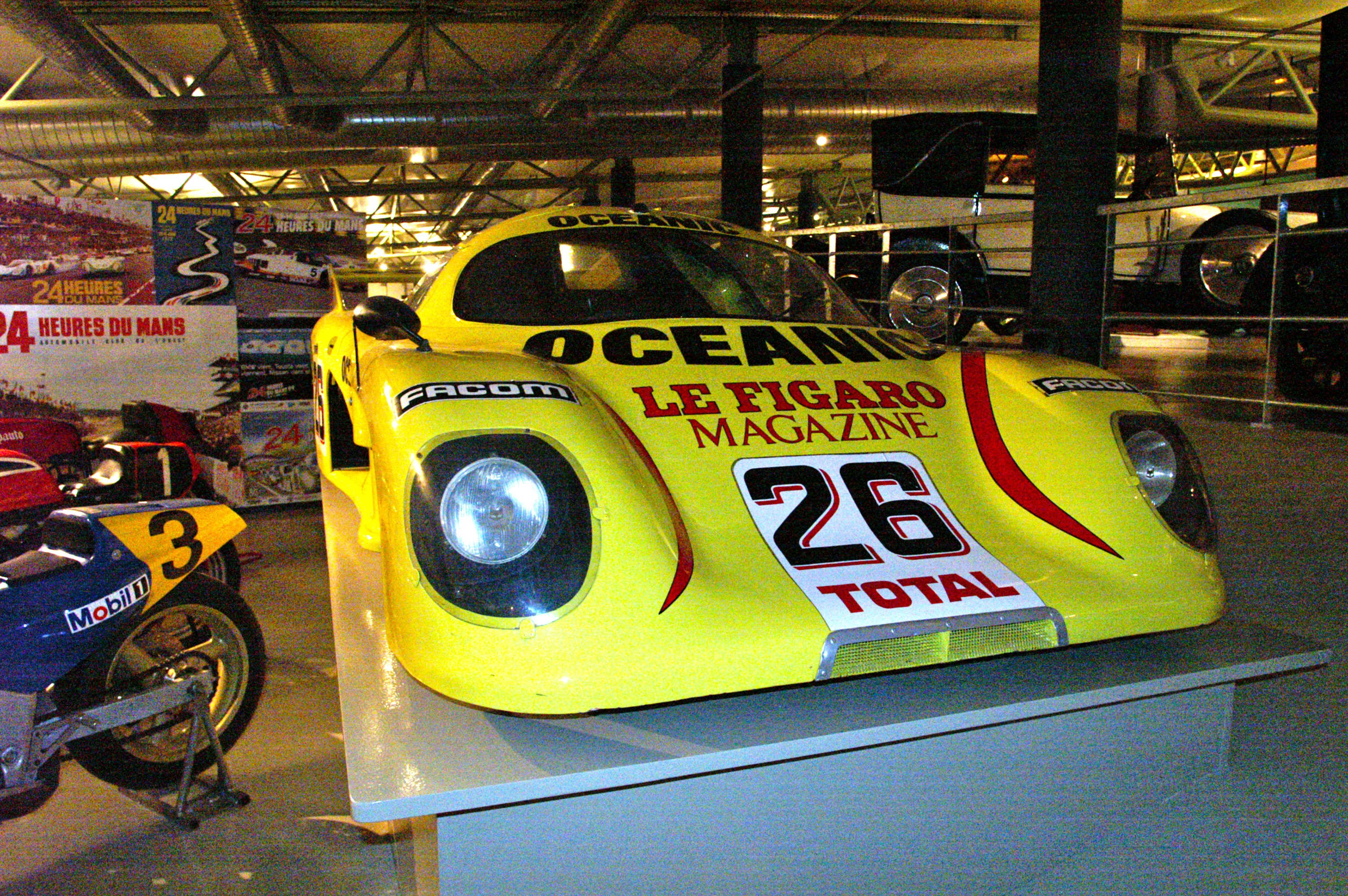
La Rondeau M379 C di Henri Pescarolo e Patrick Tambay, al Musée de l'Automobile di Le Mans

Anche la squadra di Jean Rondeau, dopo la vittoria assoluta ottenuta l'anno prima, approfitta del regolamento e installa su due delle sue cinque Rondeau M379C (quelle di Pescarolo/Tambay e di Rondeau/Jaussaud) il nuovo motore Ford Cosworth DFL da 3,3 litri, derivato dal classico Ford Cosworth DFV mediante l'aumento della corsa e dell'alesaggio dei pistoni e ottimizzato per le gare di durata. La nuova versione C della vettura francese, iscritta nella classe "Sport" anziché nella "IMSA-GTP 3000", gode di migliorie aerodinamiche ed è ottimizzata per ridurre i tempi di intervento ai box.
Il team Joest Racing si presenta a Le Mans con la sua Porsche 908/80 che ha ottenuto il secondo posto l'anno precedente alle spalle della Rondeau, con al volante lo stesso Reinhold Joest, assistito dallo statunitense Dale Whittington e dal tedesco Klaus Niedzwiedz.

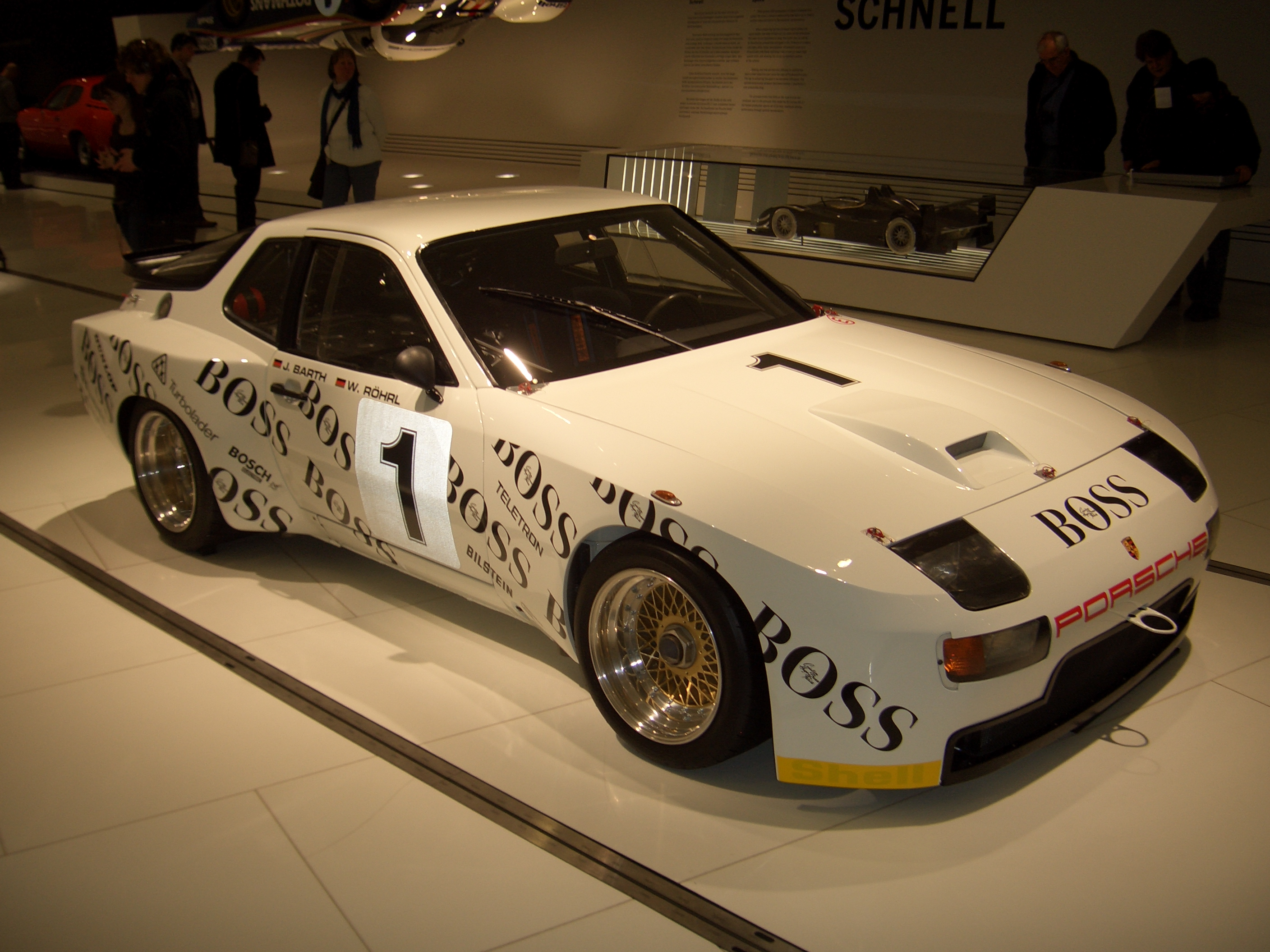
La Porsche 944 LM

Iscritte nel nuovo Gruppo C solo le Welter-Meunier P81 di Boutsen/Pignard/Saulnier e Mamers/Raulet/Pignard spinte da motori Peugeot 2,7 litri turbo da circa 500 CV, mentre le altre tre vetture della squadra francese (le P79/80) erano iscritte in classe Le Mans GTP oltre 3 litri e avevano per avversaria di classe solo la Porsche 944 LM ufficiale, prototipo della vettura di serie che i tedeschi portavano in gara per pubblicizzarla prima del lancio sul mercato.
Tra gli altri prototipi si segnalano le due Lola T600, quella ufficiale motorizzata Ford Cosworth DFL e quella del Cooke-Woods Racing motorizzata Porsche turbo, la De Cadenet-Lola LM motorizzata Cosworth DFV di Alain de Cadenet e dei fratelli Jean-Michel e Philippe Martin e la ACR 80B del team André Chevalley Racing, anch'essa motorizzata Cosworth DFV.

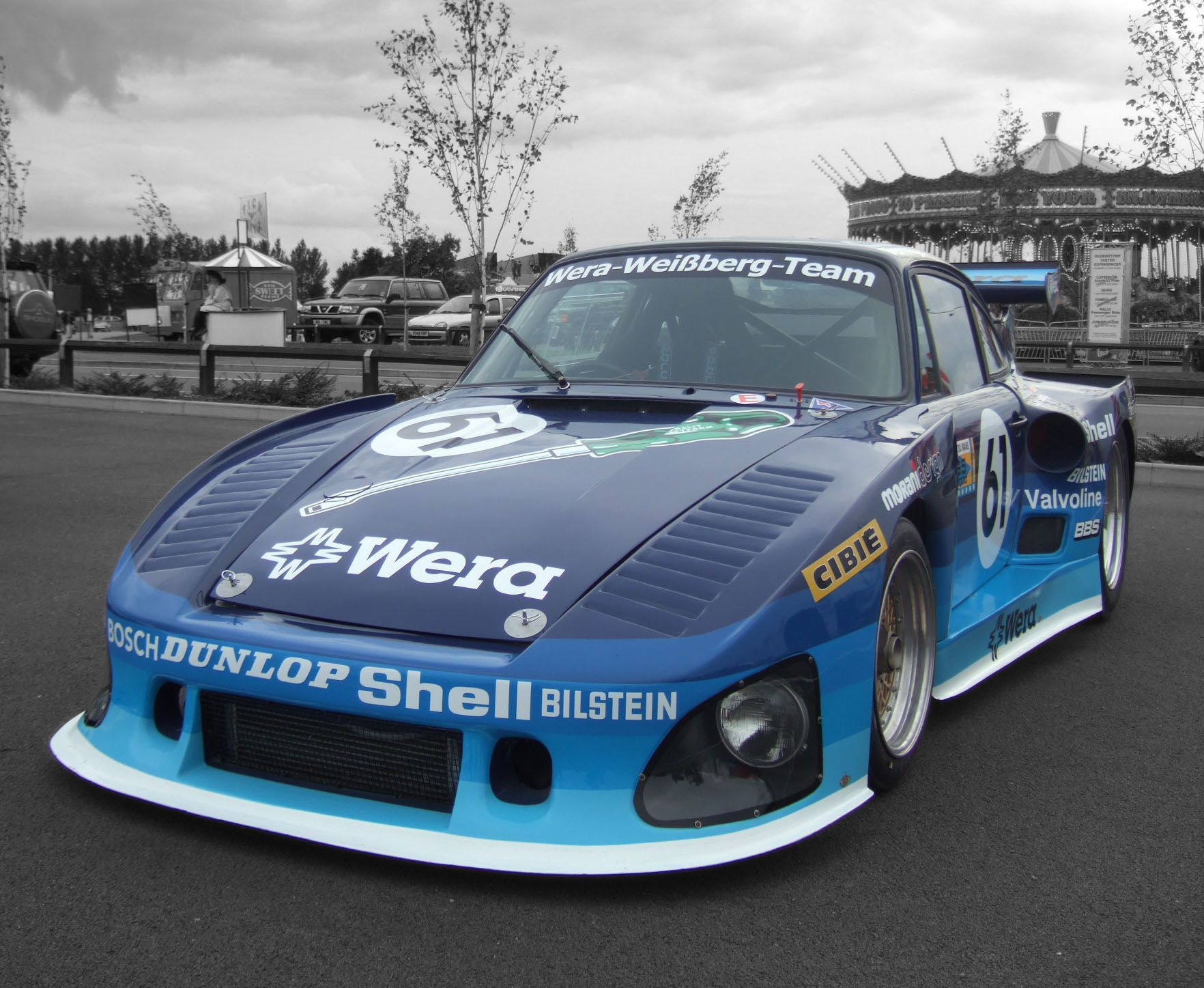
La Kremer-Porsche 935 K3/81

Le Gran Turismo più prestazionali, quelle delle classi Gruppo 5 e IMSA GTX, sono rappresentate dalle Porsche 935 schierate in varie versioni dai team privati: le 935 K3/81 del Kremer Racing e le 935 K3 dei loro clienti, le 935J del Joest Racing e della sua emanazione Vegla Racing Team.
Ad opporsi alle regine incontrastate della categoria ci sono cinque Ferrari 512 BB LM schierate da squadre private (tra cui NART e Charles Pozzi) e le BMW M1 Gr.5, tra cui quelle elaborate dalla Sauber di Quester/Surer/Deacone e di Stuck/Jarier/Henzler e quella della EMKA Productions Limited affidata a David Hobbs, Eddie Jordan e Steve O'Rourke.
Nel Gruppo 5 fino a 2 litri, le quattro Lancia Beta Montecarlo Turbo monopolizzano l'attenzione: tre vetture ufficiali affiancate da quella del Jolly Club che si confrontavano solo con il team Lundgardh e la sua Porsche 935 L1 con motore 6 cilindri boxer di soli 1,4 litri ispirata alla 935/77 "Baby".
Tra gli iscritti anche l'esperto Cale Yarborough, leggenda della NASCAR, che così diventa uno dei pochi piloti ad aver corso la 500 miglia di Daytona, la 500 miglia di Indianapolis e la 24 Ore di Le Mans.

## Qualifiche
Supremazia Porsche: Ickx segna subito la pole position in 3:29,440, mentre alle sue spalle Mass qualifica la vettura gemella, seguito dalla 908/80 di Joest, dalle Rondeau di Pescarolo e Jaussaud, dalla Porsche 935 K3/81 del team Kremer e dalla 935J del Vegla Racing Team. Completano la top ten le WM-Peugeot di Saulnier/Pignard/Boutsen e Fréquelin/Dorchy e la Rondeau di Ragotti/Lafosse. Subito problemi per la 917 K81, che nelle prime prove non riesce a superare i 290 km/h sull'Hunaudières, costringendo il team Kremer a sostituire il motore 4,5 litri con la versione da 4,9 per recuperare competitività: alla fine delle prove 18º posto per Wollek in 3:46,540. Le due BMW M1 Gr.5 allestite dalla Sauber si piazzano al 21º e 22º posto, la prima delle Lancia (quella di Patrese/Heyer/Ghinzani) è 24ª, la migliore Ferrari BB è 29ª, mentre la Porsche 944 LM ufficiale si piazza solo al 43º posto in griglia, penalizzata dalla sua stretta parentela col modello di serie.
Il totale dei partenti è di 55 vetture: non riescono a qualificarsi la Lola T600-Porsche, la seconda Porsche 924 Carrera GTR ufficiale e quella della filiale australiana della Casa tedesca e la McLaren M12GT motorizzata Chevrolet, l'unica vettura iscritta nella classe IMSA GTP.

## Gara
La gara parte alle 15.00 sotto un sole cocente con Ickx sl comando, seguito dalla Rondeau di Pescarolo, dalla 935K3 di Whittington, dalla 908/80 di Joest, che all'inizio del terzo giro si issa anche al secondo posto, dalla WM di Boutsen, dalle Rondeau di Jaussaud e Lafosse e dalla ACR 80B, mentre la 917K81 pilotata da Bob Wollek naviga intorno al decimo posto. Nel frattempo l'altra Porsche 936/81 di Mass è costretta a una doppia sosta ai box al termine del primo e del terzo giro a causa di una candela difettosa: il tedesco riparte dal fondo della classifica alla stessa velocità del belga. Ma l'alfiere della Casa di Stoccarda non è l'unico ad aver problemi di affidabilità, in quanto si fermano ai box per riparazioni anche la Lola T600-Cosworth (cambio), la WM di Boutsen (problemi elettrici) e Jean Rondeau per sostituire la pompa dell'acqua: la sosta di 1 ora e 20 minuti azzera le sue ambizioni di ripetere il successo del 1980.
Allo scadere della prima ora iniziano i rifornimenti e la 908/80 guida la gara, seguita da un trio di Rondeau: Pescarolo, Lafosse e Migault. Le veloci Porsche 936/81 si rivelano le più assetate, con la prima sosta dopo soli 45', mentre le Rondeau M379C riescono a restare in pista un'altra mezz'ora con lo stesso carburante. Dopo meno di un quarto d'ora la WM di Boutsen sbatte in pieno rettilineo dell'Hunaudières a una velocità di oltre 350 km/h a causa della rottura di una sospensione, distruggendo la vettura: pilota illeso, un commissario di pista ucciso e due feriti, pace car per la prima volta in pista nella storia della 24 Ore, che rientra dopo circa mezz'ora.
La gara riparte e dopo circa un'altra mezz'ora avviene l'incidente fatale a Jean-Louis Lafosse: viaggiando al settimo posto alle spalle della Lola T600-Cosworth di Guy Edwards, la sua Rondeau sbanda verso il guard rail mentre corre a oltre 250 km/h sull'Hunaudières. La causa dell'incidente, mai del tutto chiarita, viene attribuita a un cedimento della sospensione anteriore destra o del corrispondente pneumatico, probabilmente favorito da una precedente lieve uscita di pista.
Nel tardo pomeriggio la testa della gara è appannaggio della 935K3 dei fratelli Kremer, con la Porsche ufficiale di Derek Bell in rimonta, l'altra di Hurley Haywood che risale dal fondo della classifica fino alla top ten e Pescarolo fermo ai box per riparare la pompa della benzina. Verso le 18.30 la Porsche nº11 è di nuovo in testa seguita dalla Rondeau di Gordon Spice mentre cominciano i ritiri: la WM di Dorchy e la 935K3 dei Kremer col motore rotto, la WM di Max Mamers coinvolta in un incidente che fa uscire la pace car per 25' e la 908/80 senza pezzi di ricambio per la sospensione rotta. Problemi meccanici anche per la 917K81 che un esasperato Bob Wollek abbandona nelle mani dei compagni d'equipaggio Lapeyre e Chasseuil in ventesima posizione.
Alle 21.00 Ickx/Bell comandano la classifica con quattro giri di vantaggio sulla Rondeau di Migault/Spice, sui compagni di squadra Mass/Schuppan/Haywood, che poco dopo saliranno al secondo posto, e sulla Ferrari 512 BB/LM del NART e cinque giri sulla 935K3 di Bourgoignie/Cooper/Wood, sulla De Cadenet-Lola LM di Alan De Cadenet e i fratelli Martin sulle due 935J del Vegla Racing Team e del Joest Racing e sulla Ferrari 512 BB/LM di Andruet/Ballot-Lena/Regout, mentre la WM-Peugeot 79/80 di Morin/Mendez/Mathiot è decima a sei giri. A questo punto della gara quasi tutti gli avversari delle Porsche ufficiali sono fuori combattimento, le M379C di Jaussaud/Rondeau e Pescarolo/Tambay sono 38ª e 40ª alle prese con problemi alla pompa del carburante e la 917K81 naviga in 25ª posizione: nulla sembra impensierire le vetture tedesche, che viaggiano spedite e regolari.
Prima della mezzanotte le due M379C si ritirano, mentre la M379 di classe GTP pilotata da Haran/Schlesser/Streiff risale fino al quarto posto, superando la Ferrari 512 BB/LM gestita da Charles Pozzi. La notte trascorre senza grossi sussulti fino all'alba, quando Schuppan porta la sua 936/81 ai box per sostituire la frizione, precipitando in 12ª posizione, per poi risalire in quarta nel giro di poche ore alle spalle di Migault/Spice, che hanno ceduto la seconda posizione a causa di un calo di potenza.
La gara della Porsche nº12 continua ad essere travagliata: un problema all'iniezione a pochi chilometri dai box, all'altezza delle Curve Porsche, fa sì che il motore vada solo al minimo. Il pilota impiega 45 minuti per riportarla ai box e qui sono necessari altri 40 minuti per sostituire la pompa dell'iniezione: la vettura arriverà 12ª al traguardo con 42 giri di ritardo dai vincitori. Intanto ci sono problemi al cambio dalla vettura di testa.
Un'ora e mezza prima del termine della gara, Bell rientra per sostituire una gomma posteriore bucata, ma alla fine sarà una vittoria indiscutibile per la loro Porsche 936/81. A parte le due forature e una preoccupazione per la 1ª marcia, la loro è stata una gara piuttosto tranquilla: l'unico incidente per i vincitori avvenne dopo la fine della gara. Infatti Derek Bell non attraversò mai il traguardo, venne estratto dall'auto dai fans e portato sul podio. Qui il pilota chiese dell'acqua per rinfrescarsi ma l'unica bevanda disponibile era lo champagne, Bell bevve quello fino a quando non perse conoscenza.
A completare il podio di questa gara le due Rondeau di Haran/Schlesser/Streiff e Migault/Spice, che conquistano i primi due posti della loro classe. Le vetture francesi, seppur non vincendo, confermano la buona prestazione dell'anno precedente e mandano in visibilio il pubblico. Da notare anche il settimo posto della Porsche 944 LM ufficiale del duo tedesco Jürgen Barth/Walter Röhrl che, a fronte di una potenza nettamente inferiore alla concorrenza, fa dell'affidabilità l'arma vincente.

## Classifica finale
| Pos | Classe   | N° | Squadra                                | Piloti                                               | Vettura                      | Motore                             | Gomme | Giri |
| --- | -------- | -- | -------------------------------------- | ---------------------------------------------------- | ---------------------------- | ---------------------------------- | ----- | ---- |
| 1   | S +2.0   | 11 | Porsche System Engineering             | Jacky Ickx Derek Bell                                | Porsche 936/81               | Porsche Type-935 2.6L Turbo Flat-6 | D     | 354  |
| 2   | GTP 3.0  | 8  | Jean Rondeau                           | Jacky Haran Jean-Louis Schlesser Philippe Streiff    | Rondeau M379C                | Ford Cosworth DFV 3.0L V8          | G     | 340  |
| 3   | GTP 3.0  | 7  | Otis Jean Rondeau                      | Gordon Spice François Migault                        | Rondeau M379C                | Ford Cosworth DFV 3.0L V8          | G     | 335  |
| 4   | Gr.5     | 55 | Claude Bourgoignie Charles Ivey Racing | Claude Bourgoignie John Cooper Dudley Wood           | Porsche 935 K3               | Porsche Type-935 3.1L Turbo Flat-6 | D     | 330  |
| 5   | IMSA GTX | 47 | Charles Pozzi S.A.                     | Jean-Claude Andruet Claude Ballot-Léna Hervé Regout  | Ferrari 512BB/LM             | Ferrari 4.9L Flat-12               | M     | 328  |
| 6   | IMSA GTX | 42 | Cooke-Woods Racing                     | Anne-Charlotte Verney Bob Garretson Ralph Kent-Cooke | Porsche 935 K3               | Porsche Type-935 3.2L Turbo Flat-6 | G     | 327  |
| 7   | GTP +3.0 | 1  | Porsche System Engineering             | Jürgen Barth Walter Röhrl                            | Porsche 944 LM               | Porsche 2.5L Turbo I4              | D     | 323  |
| 8   | Gr.5     | 65 | Martini Racing                         | Michele Alboreto Eddie Cheever Carlo Facetti         | Lancia Beta Montecarlo Turbo | Lancia 1.4L Turbo I4               | P     | 322  |
| 9   | IMSA GTX | 46 | Rennod Racing                          | Pierre Dieudonné Jean Xhenceval Jean-Paul Libert     | Ferrari 512BB/LM             | Ferrari 4.9L Flat-12               | G     | 320  |
| 10  | Gr.5     | 60 | Vegla Racing Team                      | Dieter Schornstein Harald Grohs Götz von Tschirnhaus | Porsche 935J                 | Porsche Type-935 3.0L Turbo Flat-6 | D     | 320  |
| 11  | IMSA GTO | 36 | Porsche System Engineering             | Manfred Schurti Andy Rouse                           | Porsche 924 Carrera GTR      | Porsche 2.0L Turbo I4              | D     | 315  |
| 12  | S +2.0   | 12 | Porsche System Engineering             | Jochen Mass Vern Schuppan Hurley Haywood             | Porsche 936/81               | Porsche Type-935 2.6L Turbo Flat-6 | D     | 312  |
| 13  | GTP +3.0 | 4  | WM A.E.R.E.M.                          | Denis Moran Charles Mendez Xavier Mathiot            | WM P79/80                    | Peugeot PRV 2.7L Turbo V6          | M     | 307  |
| 14  | Gr.5     | 68 | Jolly Club                             | Martino Finotto Giorgio Pianta Giorgio Schön         | Lancia Beta Montecarlo Turbo | Lancia 1.4L Turbo I4               | P     | 292  |
| 15  | S +2.0   | 18 | Team Lola                              | Emilio de Villota Guy Edwards Juan Fernández         | Lola T600                    | Ford Cosworth DFL 3.3L V8          | G     | 287  |
| 16  | Gr.5     | 51 | BMW Italia BMW France                  | Philippe Alliot Bernard Darniche Johnny Cecotto      | BMW M1 Gr.5                  | BMW M88 3.5L I6                    | D     | 277  |
| 17  | GT       | 70 | Thierry Perrier                        | Thierry Perrier Valentin Bertapelle Bernard Salam    | Porsche 934                  | Porsche 2.9L Turbo Flat-6          | M     | 274  |
| 18  | S 2.0    | 31 | Jean-Philippe Grand                    | Jean-Philippe Grand Yves Courage                     | Lola T298                    | BMW 2.0L I4                        | G     | 272  |

### Non classificati
| Pos   | Classe | N° | Squadra              | Piloti                                    | Vettura          | Motore            | Gomme | Giri |
| ----- | ------ | -- | -------------------- | ----------------------------------------- | ---------------- | ----------------- | ----- | ---- |
| 19 NC | S 2.0  | 33 | Compagnie Primagaz   | Pierre Yver Michel Dubois Jacques Heuclin | Lola T298        | BMW 2.0L I4       | G     | 203  |
| 20 NC | S 2.0  | 32 | Écurie Renard-Delmas | Louis Descartes Hervé Bayard              | Renard-Delmas D1 | ROC-SIMCA 2.0L I4 | G     | 187  |

### Ritirati
| Pos     | Classe   | N° | Squadra                                   | Piloti                                                      | Vettura                      | Motore                             | Gomme | Giri |
| ------- | -------- | -- | ----------------------------------------- | ----------------------------------------------------------- | ---------------------------- | ---------------------------------- | ----- | ---- |
| 21 DNF  | IMSA GTX | 43 | Bob Akin Motor Racing                     | Bob Akin Paul Miller Craig Siebert                          | Porsche 935 K3               | Porsche Type-935 3.0L Turbo Flat-6 | G     | 320  |
| 22 DNF  | Gr.5     | 57 | Claude Haldi Charles Ivey Racing          | Claude Haldi Mark Thatcher Hervé Poulain                    | Porsche 935                  | Porsche Type-935 3.0L Turbo Flat-6 | D     | 260  |
| 23 DNF  | IMSA GTX | 49 | NART                                      | Alain Cudini Philippe Gurdjian John Morton                  | Ferrari 512BB/LM             | Ferrari 4.9L Flat-12               | M     | 247  |
| 24 DNF  | Gr.5     | 53 | EMKA Productions Limited                  | David Hobbs Eddie Jordan Steve O'Rourke                     | BMW M1 Gr.5                  | BMW M88 3.5L I6                    | D     | 236  |
| 25 DNF  | GT       | 72 | BMW Zol'Auto                              | Jean-François Rousselot François Sérvanin Laurent Ferrier   | BMW M1                       | BMW M88 3.5L I6                    | D     | 212  |
| 26 DNF  | S +2.0   | 20 | Alain de Cadenet Belga                    | Alain de Cadenet Jean-Michel Martin Philippe Martin         | De Cadenet-Lola LM           | Ford Cosworth DFV 3.0L V8          | D     | 210  |
| 27 DNF  | Gr.5     | 52 | Würth-Lubrifilm Team Sauber               | Dieter Quester Marc Surer David Deacon                      | BMW M1 Gr.5                  | BMW M88 3.5L I6                    | D     | 207  |
| 28 DNF  | Gr.5     | 66 | Martini Racing                            | Riccardo Patrese Hans Heyer Piercarlo Ghinzani              | Lancia Beta Montecarlo Turbo | Lancia 1.4L Turbo I4               | P     | 186  |
| 29 DNF  | S +2.0   | 21 | Alain de Cadenet Dorset Racing Associates | Martin Birrane Nick Faure Vivian Candy                      | De Cadenet-Lola LM           | Ford Cosworth DFV 3.0L V8          | D     | 171  |
| 30 DNF  | S +2.0   | 23 | Dome Co. Ltd.                             | Chris Craft Bob Evans                                       | Dome RL81                    | Ford Cosworth DFV 3.0L V8          | D     | 154  |
| 31 DNF  | IMSA GTX | 40 | Joest Racing                              | Maurizio de Narvaez Kenper Miller Günther Steckkönig        | Porsche 935J                 | Porsche Type-935 2.8L Turbo Flat-6 | D     | 152  |
| 32 DNF  | IMSA GTX | 48 | Simon Phillips                            | Simon Phillips Mike Salmon Steve Earle                      | Ferrari 512BB/LM             | Ferrari 4.9L Flat-12               | M     | 140  |
| 33 DNF  | IMSA GTX | 45 | Scuderia Supercar Bellancauto SRL         | Fabrizio Violati Maurizio Flammini Duilio Truffo            | Ferrari 512BB/LM             | Ferrari 4.9L Flat-12               | M     | 118  |
| 34 DNF  | S +2.0   | 22 | André Chevalley Racing                    | Patrick Gaillard André Chevalley Bruno Sotty                | ACR 80B                      | Ford Cosworth DFV 3.0L V8          | G     | 114  |
| 35 DNF  | IMSA GTO | 37 | Mazdaspeed Co. Ltd.                       | Tetsu Ikuzawa Tom Walkinshaw Peter Lovett                   | Mazda RX-7                   | Mazda 13B 1.3L 2-Rotori            | D     | 107  |
| 36 DNF  | S 2.0    | 30 | Jean-Marie Lemerle                        | Jean-Marie Lemerle Max Cohen-Olivar Alain Levié             | Lola T298                    | BMW 2.0L I4                        | G     | 104  |
| 37 DNF  | S +2.0   | 27 | Ian Bracey                                | Tiff Needell Tony Trimmer                                   | Ibec-Hesketh 308LM           | Ford Cosworth DFV 3.0L V8          | D     | 95   |
| 38 DNF  | S +2.0   | 10 | Porsche Kremer Racing                     | Bob Wollek Xavier Lapeyre Guy Chasseuil                     | Porsche 917K/81              | Porsche 4.9L Flat-12               | D     | 82   |
| 39 DNF  | S +2.0   | 14 | Joest Racing                              | Reinhold Joest Dale Whittington Klaus Niedzwiedz            | Porsche 908/80               | Porsche 2.1L Turbo Flat-6          | D     | 80   |
| 40 DNF  | S +2.0   | 24 | Otis Jean Rondeau                         | Jean Rondeau Jean-Pierre Jaussaud                           | Rondeau M379C                | Ford Cosworth DFL 3.3L V8          | G     | 58   |
| 41 DNF  | Gr.5     | 59 | Porsche Kremer Racing                     | Ted Field Bill Whittington Don Whittington                  | Porsche 935 K3               | Porsche Type-935 3.2L Turbo Flat-6 | G     | 57   |
| 42 DNF  | IMSA GTX | 50 | BASF Cassetten Team GS Sport              | Hans-Joachim Stuck Jean-Pierre Jarier Helmut Henzler        | BMW M1 Gr.5                  | BMW M88 3.5L I6                    | D     | 57   |
| 43 DNF  | C        | 83 | WM A.E.R.E.M.                             | Jean-Daniel Raulet Marcel Mamers                            | WM P81                       | Peugeot PRV 2.7L Turbo V6          | M     | 50   |
| 44 DNF  | Gr.5     | 69 | Tuff-Kote Dinol Racing                    | Jan Lundgårdh Axel Plankenhorn Mike Wilds                   | Porsche 935 L1 "Baby"        | Porsche 1.4L Turbo Flat-6          | D     | 49   |
| 45 DNF  | GT       | 71 | Helmut Marko RSM                          | Christian Danner Peter Oberndofer Prince Leopold von Bayern | BMW M1                       | BMW M88 3.5L I6                    | D     | 49   |
| 46 DNF  | Gr.5     | 61 | Weralit Racing Team                       | Edgar Dören Jürgen Lässig Gerhard Holup                     | Porsche 935 K3               | Porsche Type-935 3.0L Turbo Flat-6 | D     | 48   |
| r47 DNF | Gr.5     | 67 | Martini Racing                            | Beppe Gabbiani Emanuele Pirro                               | Lancia Beta Montecarlo Turbo | Lancia 1.4L Turbo I4               | P     | 47   |
| 48 DNF  | GTP +3.0 | 5  | WM A.E.R.E.M.                             | Guy Fréquelin Roger Dorchy Xavier Mathiot                   | WM P79/80                    | Peugeot PRV 2.7L Turbo V6          | M     | 46   |
| 49 DNF  | IMSA GTX | 41 | Preston Henn Racing                       | Preston Henn Michael Chandler Marcel Mignot                 | Porsche 935 K3               | Porsche Type-935 3.0L Turbo Flat-6 | D     | 45   |
| 50 DNF  | S +2.0   | 26 | Oceanic Jean Rondeau                      | Henri Pescarolo Patrick Tambay                              | Rondeau M379C                | Ford Cosworth DFL 3.3L V8          | G     | 41   |
| 51 DNF  | GT       | 73 | Eminence Racing Team                      | Jean-Marie Alméras Jacques Alméras                          | Porsche 924 Carrera GTR      | Porsche 2.0L Turbo I4              | M     | 30   |
| 52 DNF  | S +2.0   | 25 | Calberson Jean Rondeau                    | Jean Ragnotti Jean-Louis Lafosse                            | Rondeau M379C                | Ford Cosworth DFV 3.0L V8          | G     | 28   |
| 53 DNF  | IMSA GTO | 38 | Mazdaspeed Co. Ltd.                       | Yojiro Terada Hiroshi Fushida Win Percy                     | Mazda RX-7                   | Mazda 13B 1.3L 2-Rotori            | D     | 25   |
| 54 DNF  | C        | 82 | WM A.E.R.E.M.                             | Thierry Boutsen Serge Saulnier Michel Pignard               | WM P81                       | Peugeot PRV 2.7L Turbo V6          | M     | 15   |
| 55 DNF  | IMSA GTO | 35 | Stratagraph Inc.                          | Cale Yarborough Billy Hagan Bill Cooper                     | Chevrolet Camaro             | Chevrolet 6.4L V8                  | G     | 13   |

## Statistiche
- Pole Position - #11 Porsche System - 3:29.44
- Giro più veloce - #12 Porsche System - 3:34.00
- Distanza - 4825.348 km
- Velocità media - 201.056 km/h

## Vincitori dei trofei
- Indice di efficienza termica - #31 Jean-Philippe Grand